# Ben 10 (série télévisée d'animation, 2016)
Pour les articles homonymes, voir Ben 10.
Ne doit pas être confondu avec Ben 10 (série télévisée d'animation, 2005).
Ben 10: Omniverse
Ben 10 est une série d'animation américaine en 178 épisodes de 11 minutes basée sur la série éponyme, créée par Man of Action en 2005, et dont elle est le reboot. Elle est diffusée en Australie depuis le 1er octobre 2016, au Royaume-Uni le 8 octobre 2016 et aux États-Unis entre le 10 avril 2017 et le 11 avril 2021 sur Cartoon Network.
En France, la série débute le 8 octobre 2016 sur Cartoon Network France et depuis avril 2017 sur Gulli, et au Québec, la série est diffusée sur Télétoon.
Un jeu vidéo du même nom édité par Bandai Namco sort le 10 novembre 2017, disponible sur Nintendo Switch, PlayStation 4 et Xbox One.

## Distribution

### Voix originales
- Tara Strong : Ben
- Montserrat Hernandez : Gwen , Dana, Quad
- David Kaye : Grand-père Max
- Travis Willingham : Boulet de Canon, Sydney
- Robin Atkin Downes : Hex
- Dwight Schultz : Dr Animo

### Voix françaises
- Sauvane Delanoë : Ben, Biotech
- Chantal Macé puis Karine Foviau : Gwen
- Paul Borne : Grand-père Max
- Thierry Murzeau : Quad, Boulet de Canon, Zombozo
- Marc Perez : le Dard, AXLR, le Tétard Gris, Maurice
- Michel Vigné : Inferno, Incassable, Végétal, Hex, Dr Animo
- Arnaud Léonard : Billy Billions, Kevin Levin
- Patrick Béthune : Kyle la Ferraille
- Delphine Braillon : Maxin

version française
- Société de doublage : VF Productions
- Direction artistique : Olivia Luccioni
- Adaptation des dialogues : Philippe Berdah, Giacinto Picozzi et Sauvane Delanoë

 Source et légende : version française (VF) sur RS Doublage

## Épisodes

### Saison 1 (2016-2017)
1. La Ben-intuition
2. La Crasse
3. Rira bien qui rira le dernier
4. Le Roi du ring
5. Prise n°10
6. Adrénaland
7. L'un dans l'autre
8. La Carte collector
9. Le Passé contre l'avenir
10. Les Bonnes Manières
11. Tom Bouctou, l'anti-héros
12. L'Estomac lourd
13. Un concert pour la Terre
14. La Colère des gobelins
15. La Ferme d'Animo
16. Il y a de l'orage dans l'air
17. Le Trésor de Yellowstone
18. La Brève Carrière de Mademoiselle Chance
19. L'Oubliéti
20. Chut !
21. Les Feux de la rampe
22. Jacques a dit
23. Une journée historique
24. La Recette du désatre
25. Le Parc aquatique
26. Le Pouvoir du grimoire
27. Xingo !
28. Ben prend la tête
29. Le Gang des marmottes
30. La bête qui sommeille en nous
31. Le Futur aujourd'hui
32. Petit déjeuner gratuit
33. Penny à la rescousse
34. Un Max de Max
35. Zombozo-Land
36. Jeux d'alliance à Laser-Ville
37. Piégé par l'Omnitrix, partie 1
38. Piégé par l'Omnitrix, partie 2
39. Piégé par l'Omnitrix, partie 3
40. Piégé par l'Omnitrix, partie 4

### Saison 2 (2017-2018)
Le 22 mai 2017, la série a été renouvelée pour une deuxième saison.
1. Y'a du Vilgax dans l'air
2. Chat-chien-pin
3. La Course au jouet
4. La Reine de la mer
5. Le 11e alien, partie 1
6. Le 11e alien, partie 2
7. La Mascotte de la terreur
8. Le Royaume de cauchemar
9. Votez Zombozo
10. Animorphose
11. Record de vitesse
12. La Quête des lumières
13. L'Attaque des drones
14. La Poupée vaudou
15. À toute vapeur
16. Le Concours de pancakes
17. Zéro de conduite
18. Décibel jette un froid
19. Le Roi Koil
20. Une aire pas de tout repos
21. Le Polymorphe
22. Le Demi-anniversaire
23. Le Retour de Xingo
24. Les Chasseurs de primes
25. Le Brouillard
26. L'Enchanteresse
27. Association de malfaiteurs
28. L'Esprit de Noël
29. La Sagesse du poulet
30. Clones à vapeur
31. Double Hex
32. Laser-duel à l'ancienne
33. Faille spatio-temporelle
34. Patience et réflexion
35. L'Équipe de rêve
36. Intravasion 1re partie : Les Messagers
37. Intravasion 2e partie : La Police des rêves
38. Intravasion 3e partie : Étrange alliance
39. Intravasion 4e partie : Au coeur de l'Omnitrix
40. Intravasion 5e partie : L'Omni-cœur

### Saison 3 (2018-2019)
Le 8 mars 2018, la série a été renouvelée pour une troisième saison. Elle est diffusée depuis le 26 janvier 2019 au Royaume-Uni et depuis le 23 février 2019 aux États-Unis.
1. L'Omnicoptère
2. L'autre Omnitrix
3. Le Brouillard d'Ecosse
4. Chat va mal
5. Aliens et fantômes
6. La Seine du Crime
7. Inversion magnétique
8. Pieux mensonges
9. Pas toucher
10. Gros sushis en perspective
11. Le Royaume de Zombozo
12. L'embouteillage
13. Cyber Massacreurs
14. Big Ben 10
15. Vague de mauvais temps
16. LaGrange Muraille
17. Dans la peau de l'Enchanteresse
18. Billy contre l'Oubliéti
19. Quand Bootleg s'en mêle
20. Héros ou Zéro
21. La gravité de la situation
22. Bébé Bouctou
23. L'épi de la discorde
24. La poire en deux
25. Etranges associations
26. Le chupacabra
27. Le 11ème alien
28. Sur les chapeaux de roues
29. Quatre par quatre
30. Pirouette
31. La route de l'éternel
32. Dans l'arène
33. Gare à l’épouvantail
34. Echange standard
35. L'alliance des pouvoirs
36. Attractions VIP
37. Bébé brume
38. Télé-Xingo
39. Tête-à-tête en famille
40. Kevin chien de garde
41. Les roues de la fortune
42. Trop plein d'émotions
43. L'idole des jeunes
44. Dans le miel jusqu'au cou
45. Qu’est-ce qui rime avec Omnitrix
46. Tu me rappelles quelqu’un
47. Adrenaland Junior
48. Une pieuvre au Far West
49. Cauchemar culinaire
50. La ville fantôme
51. Le portail 1re partie
52. Le portail 2e partie

### Saison 4 (2019-2020)
Le 10 janvier 2019, la série a été renouvelée pour une quatrième saison. Elle sera diffusée à partir du 19 janvier 2020 aux États-Unis et à partir du 9 mars 2020 en France.
1. La clef
2. La délicatesse
3. La magie éternelle
4. ADN sauvage
5. Les jeux de Tokyo, partie 1 : Ben à la cafard
6. Les jeux de Tokyo, partie 2 : L'art du Sumo
7. La reine des reines
8. Plus dure seront les chutes
9. Vague de magie
10. Dans la boue
11. Le poulet de Poulet-itza, partie 1 : Serpent à plumes
12. Le poulet de Poulet-itza, partie 2 : Le salaire de la peur
13. Lâcher prise
14. L'habit ne fait pas le moine
15. Le puits sans fond
16. Les contes de l'Omnitrix
17. Ben à Rome, partie 1 : Au Panthéon des criminels
18. Ben à Rome, partie 2 : Sydney, abeille ouvrière
19. L'armée des bébés
20. Chaleur tournante
21. La qualité digitale
22. Télé Bouctou
23. Dur dur d'être un bébé
24. Le facteur Hex
25. Une dent contre les caries
26. Quel valeur rime avec futur
27. Le Sonitrain
28. La fin d'un monde
29. Bonbons pas bons
30. Les cobayes du Parc Framboise
31. À la loyale
32. Contre la montre
33. Du grabuge au refuge
34. La machine Tomporelle

### Film (2020)
Le 19 février 2020, un film intitulé Ben 10: Versus the Universe est annoncé et devrait être diffusé le 10 octobre 2020.

### Spéciaux \ saison 5 (2021)
Composée de trois épisodes, elle est diffusée à partir du 9 au 11 avril 2021 aux États-Unis.
1. Ben 10,010
2. Ben Gen 10
3. Alien X-Tinction